# Pseudaleucis irrorata
Pseudaleucis irrorata är en fjärilsart som beskrevs av Butler 1882. Pseudaleucis irrorata ingår i släktet Pseudaleucis och familjen mätare. Inga underarter finns listade i Catalogue of Life.